# Clan Chisholm
Pour les articles homonymes, voir Chisholm.

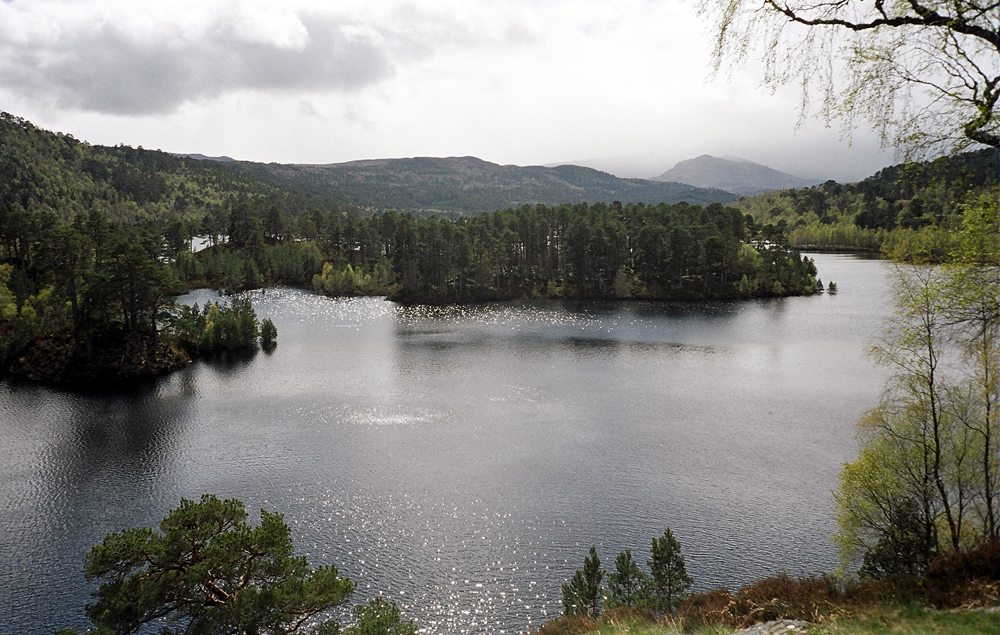
Glen Affric, ancienne terre du clan Chisholm

Le Clan Chisholm est un clan écossais. Le clan trouve son origine hors d'Écosse, mais elle reste discutée, entre l'hypothèse ancienne d'une origine scandinave et l'hypothèse plus récente d'une origine normande. Le premier Chisholm à apparaître dans les archives de l'Écosse est Alexander de Chesholme, qui fut témoin d'une charte en 1248-1249.

## Histoire
On ne trouvait pas les premiers Chisholm écossais dans les Highlands : ils possédaient des terres près de la frontière avec l'Angleterre. En 1296, dans les Ragman Rolls, John de Chesolm (Chesehelm) était décrit comme étant "du comté de Berwick" et Richard de Chesolm (Chesehelm) "du comté de Roxburgh", alors qu'en 1335 Alexander de Chesholme était appelé "Seigneur de Chesholme à Roxburgh et Paxtoun dans le Berwickshire."
Robert Chisholm combattit les Anglais à la bataille de Neville's Cross en 1346, fut fait prisonnier avec le roi David II et ne fut probablement relâché que onze ans plus tard quand son royal maître retourna en Écosse. En 1359 Robert Chisholm succéda à son grand-père comme connétable du château d'Urquhart, et ultérieurement devint shérif d'Inverness et Justicier du Nord (en). Ce Robert était le dernier Chisholm à posséder des terres à la fois au Nord et au Sud de l'Écosse. Il divisa ses domaines entre ses plus jeunes enfants.
Guillaume II de Cheisolme (William Chisholme) (mort en 1593 à Rome), ancien évêque de Dunblane, et son neveu Guillaume III de Cheisolme (mort en 1629) furent évêques de Vaison-la-Romaine.

### Soulèvements jacobites
Pendant les soulèvements jacobites, les Chisholm étaient aux côtés de leurs vieux ennemis, le Clan Donald, pour soutenir les jacobites contre le gouvernement britannique. Le clan Chisholm prit part à la bataille de Culloden en 1746.

## Le clan Chisholm en littérature
- Dans le roman Les Clés du royaume, par Cronin, le personnage principal est Francis Chisholm. Lors de son départ en Chine, son évêque lui donne un parapluie aux couleurs du tartan Chisholm.

## Tartan
| Tartan | Notes |
| ------ | --- |
|        | Tartan Chisholm d'après le scottish vestiarum. La base est un damier de bandes rouges et vertes. Les bandes rouges sont chargées au centre de deux filets blancs ; les bandes vertes sont chargées d'un filet rouge au centre.                                                                                           |
|        | Tartan Chisholm d'après le The Scottish Register of Tartans. La base est un damier de bandes rouges et vertes. Les bandes rouges sont chargées au centre de deux filets blancs ; les bandes vertes sont bordées d'une petite bande bleue et chargées de chaque côté de deux filets noirs, et d'un filet rouge au centre. |